# Ocupació turca del nord de Síria
Les Forces Armades turques junt amb l'Exèrcit Nacional de Síria (ENS) van ocupar zones del nord de Síria des d'agost del 2016, durant la Guerra Civil Síria. Tot i que aquestes àrees es declaren aliades de les zones controlades per l'oposició siriana són, de facto, un protoestat independent sota la doble autoritat de consells locals descentralitzats i de l'administració militar turca.
Les zones de Síria controlades per turcs consten d’una superfície aproximada de 8.835 quilòmetres quadrats que inclouen més de mil assentaments, incloses ciutats com Afrin, al-Bab, Azaz, Jarablus, Tell Abyad o Ras al-Ayn, la majoria dels quals havien estat controlats anteriorment per l'Estat Islàmic (EI), l'oposició siriana o les Forces Democràtiques Sirianes (FDS). Aquestes zones són declarades "zones segures" per les autoritats turques i s'hi ha començat a expedir documentació a la població. L'ocupació ha provocat greus abusos dels drets humans en algunes zones així com neteja ètnica.

## Antecedents

### Propostes de Zona segura de 2013 i 2014
Turquia i l'oposició siriana van proposar una "zona segura" que inclogués algunes regions del nord de Síria el 2013, però els Estats Units i la resta d'estats occidentals no estaven disposats a acceptar aquests plans. Després dels avenços d'EI, Turquia i els Estats Units van negociar una "zona segura", mentre que els Estats Units van acceptar la "zona lliure d'EI", però no una zona d'exclusió aèria.

### Suport europeu
Després dels atacs de l'EI a Síria, desenes de milers de musulmans no sunnites, cristians i iazidites van fugir a Turquia. A principis del 2015, els refugiats van començar a creuar la frontera entre Grècia i Turquia, amb l'objectiu d'arribar a països europeus. L'enorme flux de refugiats va provocar la reconsideració de la creació d'una zona segura per a civils a Síria. Al febrer de 2016, la cancellera d'Alemanya, Angela Merkel, va dir: "En la situació actual, seria útil que hi hagués una zona en què cap de les parts tingui permís per llançar atacs aeris, és a dir, una mena de zona d'exclusió aèria".

### Negociacions EUA-Turquia
La creació de la zona segura va fracassar a principis de 2016 a causa dels desacords entre els governs dels Estats Units i de Turquia, principalment sobre quin actor d'hauria de fer fora primer. Turquia volia que el govern sirià fos derrocat tan aviat com fos possible, però els EUA van prioritzar la guerra contra l’EI. Els Estats Units també temien que la Força Aèria Siriana bombardegés la zona, cosa que faria impracticable la idea d'una zona segura. El govern va rebutjar la zona segura per ser un refugi segur tant per als civils com per als rebels.

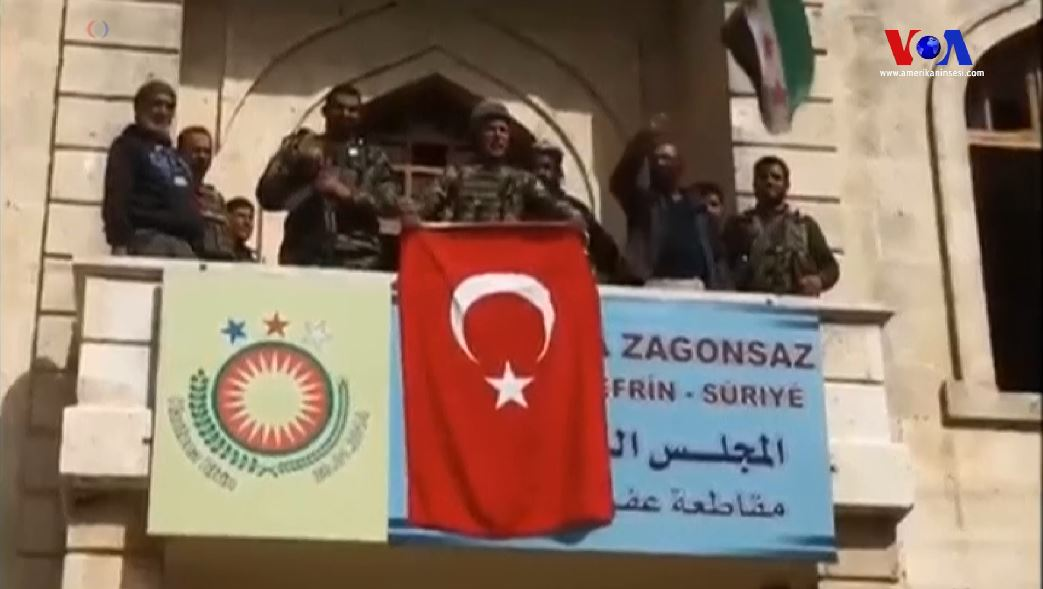
Soldats turcs i combatents de l'Exèrcit Nacional de Síria a l'edifici d’Afrin que havia acollit el govern de la regió d'Afrin, dirigit pel PYD, el 18 de març de 2018.

L'esquema de la zona segura va ser un altre dels motius del desacord. Segons Turquia, la zona segura hauria d'incloure una zona d'exclusió aèria, mentre que els EUA ho van rebutjar pel conflicte que hauria creat amb el govern sirià.
Tanmateix, Turquia volia fer fora de la zona a les forces kurdàrabs, les YPG per considerar-les un grup terrorista, tot i ser una de les formacions que va ser més implacable contra Estat Islàmic i un aliat dels EUA.
Així doncs, Turquia va qualificar la zona de "zona segura de l'EI, del règim sirià i de les YPG", mentre que EEUU només van acceptar "zona lliure de l'EI".
El 7 d’octubre de 2019, el president dels Estats Units va ordenar la retirada de les tropes militars nord-americanes de la frontera entre Síria i Turquia. El president va ordenar aquesta retirada del suport militar amb la desaprovació del Pentàgon i de la intel·ligència dels Estats Units. El president dels Estats Units, Donald Trump, va ordenar la retirada de les tropes militars sota la premissa que Turquia no envairia la regió de les Forces Democràtiques Sirianes; no obstant això, Turquia va atacar les forces kurdàrabs 24 hores després de la retirada militar estatunidenca.

## Geografia
El territori de la regió controlada per Turquia es troba íntegrament dins de les zones septentrionals de la Governació d'Alep, amb l'extrem sud del territori situat a 40 quilòmetres al nord-est d’ Alep. El 26 de febrer de 2018, el territori estava connectat amb la governació d'Idlib, controlat per l'oposició siriana.
L'Exèrcit Nacional de Síria va capturar una superfície de 2.225 quilòmetres quadrats durant l'operació Escut Eufrates. Les zones capturades durant l'operació incloïen pobles entre Azaz i al-Rai, com Dabiq. Després de l'Operació Branca d'Olivera, l'exèrcit nacional sirià va ampliar la regió amb la captura de tot el districte d'Afrin. Segons el cens sirià de 2004, el districte tenia 172.095 habitants abans de la guerra.
Durant l'operació Primavera de la Pau, les Forces Armades turques i els seus aliats van capturar una superfície total d'entre 3.412 i 4,220 quilòmetres quadrats i 68 poblacions, incloses Ras al-Ayn, Tell Abyad. També van capturar 3 pobles prop de Manbij durant l'operació.

## Demografia
La regió controlada per turcs és ètnicament diversa, habitada predominantment per turcmans, àrabs, kurds i iazidites, i minories com ara els circassians a prop d’Azaz.

### Neteja ètnica
Després que les forces aliades de Turquia capturessin el cantó d’Afrin a principis del 2018, van començar a aplicar una política de reassentament traslladant als seus combatents i ciutadans àrabs, majoritàriament àrabs i refugiats del sud de Síria, a les cases buides que pertanyien a persones exiliades locals. Als propietaris anteriors, la majoria kurds o iazidites, se'ls va impedir tornar a Afrin. Els refugiats de Ghouta oriental, prop de Damasc, van dir que formaven part d'un "canvi demogràfic organitzat" que amb l'objectiu de substituir la població kurda d'Afrin per una majoria àrab. Es calcula que més de 200.000 persones van fugir durant la intervenció turca el març del 2018 mentre que prop de 458.000 persones desplaçades d'altres zones de Síria van ser-hi reassentades.
Un informe de la Comissió d'Investigació Internacional Independent sobre la República Àrab de Síria, presentat al Consell de Drets Humans de l'ONU d'acord amb la seva resolució 43/28 per a la seva consideració a la 45a sessió del Consell de Drets Humans (a partir del 14 de setembre de 2020), va presentar proves de nombrosos abusos contra els drets humans contra la població civil, especialment a la població civil kurda, per part de l'estat turc i de "faccions no estatals" com l'Exèrcit Nacional de Síria, que actuen com a agents de facto de Turquia. Al paràgraf 47, l’Informe tracta l'espoli i l’apropiació de béns, i assenyala que “a tota la regió d’Afrin, diversos comptes indiquen que els béns dels propietaris kurds van ser saquejats i apropiats pels ocupants de manera coordinada. Per exemple, el setembre del 2019, civils del subdistricte de Shaykh al-Hadid (de la regió d’Afrin) van descriure com els membres de la divisió 14 de la brigada 142 (la brigada Suleiman Shah) de l’ENS havien anat de porta en porta amenaçant les famílies kurdes amb menys de tres membres per deixar les seves cases per allotjar persones que arriben de fora d'Afrin".

## Política i administració
La zona ocupada està governada formalment per l'autoanomenat govern interí sirià, un govern alternatiu de l’oposició siriana amb seu a Azaz. Malgrat això, l'àrea està governada per diversos consells locals autònoms que treballen estretament amb Turquia. En general, Turquia exerceix una influència directa sobre el govern de la regió i s'han designat oficials turcs com governadors per supervisar la zona. Els funcionaris turcs actuen majoritàriament com a assessors, cosa que permet als consells dirigir el govern a diari i cobrar impostos. L'objectiu de Turquia està en procés de formar un protoestat al nord de Síria, tot i que alguns experts afirmen de la intensió d'anexionar aquesta regió a Turquia per evitar que sigui reprès pel govern sirià. El ministre de l'Interior turc, Süleyman Soylu, va declarar el gener de 2019 que el nord de Síria és "part de la pàtria turca" segons el Misak-ı Millî de 1920.
Des de l'ocupació, les autoritats turques han intentat restablir la vida civil a les zones sota el seu control, així com també vincular més la regió amb Turquia. Com a part d'aquests esforços, les ciutats i pobles s'han desmilitaritzat desmantellant els controls militars i traslladant les milícies locals a barracons i camps fora de zones poblades per civils. No obstant això, alguns membres de l'exèrcit han continuat influint en la governança de la zona.
Turquia també finança serveis d'educació i salut, dona suport a l'economia de la regió i ha format una nova força policial, en el que se sol descriure com a "turcificació" de la regió.

### Govern Local
Després de la conquesta del districte d'Afrin, es van designar consells civils per governar i reconstruir l'àrea. L’ associació independent de kurds sirians, recolzada per Turquia, va organitzar un consell temporal al març del 2018 per supervisar l’ajuda, l'educació i els mitjans de comunicació de la zona. Posteriorment va ser substituït per un consell interí que va ser nomenat a la ciutat d'Afrin el 12 d'abril. Aquest últim consell, nomenat per ancians de la ciutat, incloïa onze kurds, vuit àrabs i un turcman. Membres del partit kurd PYD que governaven la zona abans de l'ocupació, van criticar el consistori i dir que treballava amb una "força ocupant".
Durant l'operació Primavera de Pau, es van establir consells similars a Tell Abyad i Ras al-Ayn. Segons fonts locals, les noves administracions turques s'han negat a registrar persones amb noms kurds i insisteixen que les dones cristianes i d'altres dones minoritàries portin un vel islàmic abans de rebre documentació. Un informe del Departament de Defensa dels Estats Units d'agost de 2020 acusava Turquia i el ENS de realitzar "detencions arbitràries, assassinats extrajudicials, confiscació de béns i reassentament de persones en propietats privades" i "el tancament reiterat i deliberat de l'accés a l'aigua a mig milió de civils" amb l'objectiu de sotmetre la població.

### Forces militars
El 30 de maig de 2017, es va formar l'Exèrcit Nacional de Síria compost per rebels àrabs i turcs sirians que operaven el nord de Síria, formant majoritàriament part de l'Operació Escut Eufrates o grups actius a la zona que aliats als grups participants operació. L'objectiu general del grup és ajudar Turquia a crear una "zona segura" a Síria i consolidar un exèrcit nacional, que operarà a la terra guanyada com a resultat de la intervenció militar turca i respondrà al govern interí sirià.
L'agost del 2018, es va afirmar que l'ENS era un "bloc militar organitzat" que havia superat en gran manera el faccionisme crònic que tradicionalment havia afectat els rebels sirians. S’havien creat col·legis militars i s’havia millorat la formació i la disciplina. Tot i que encara es produïent enfrontaments violents entre diverses unitats, ja no eren tan greus com en el passat. S'havia establert un tribunal militar a al-Bab, es va organitzar una policia militar per supervisar la disciplina i les autoritats civils locals van rebre més poder sobre els grups armats. No obstant això, la majoria de les milícies han intentat mantenir la seva influència fins a cert punt, amb un govern provisional que té poc control real. Per aconseguir la formació d’un nou exèrcit nacional sense arriscar-se a amotinar-se, Turquia ha exercit una pressió suau sobre els diferents grups alhora que castiga els més independents i deslleials entre ells. Les unitats de l'ENS de la zona han acceptat el "Consell Islàmic Sirià", amb seu a Istanbul, com a autoritat religiosa i el govern turc paga salaris als combatents.
Al juliol de 2018, les Forces Armades turques (TAF) han construït "almenys" sis bases militars a la zona.

## Aplicació de la llei
Turquia va organitzar una nova autoritat policial a la zona a principis del 2017, la "Policia Lliure", que es subdivideix en la Policia Nacional i les Forces de Seguretat Pública. És entrenat, equipat i pagat per les autoritats turques i, en conseqüència, fidel a l'estat turc.
La Policia Nacional, liderada pel General Abdul Razzaq Aslan, es subdivideix en la Policia Civil i les Forces Especials. La majoria dels membres de la policia estan formats a l'Acadèmia Nacional de Policia de Turquia. Per mantenir la seguretat al districte d’Afrin, Turquia també ha contractat antics membres de la policia lliure de Ghouta oriental.
A més, Turquia va crear diversos tribunals supervisats i recolzats per jutges i fiscals turcs.

## Economia
Al juliol de 2018, Turquia tenia un paper "cada vegada més destacat i disputat en l'economia local de la regió" amb inversions millonàries d'empreses turques a la zona. Un resultat problemàtic de la influència econòmica de Turquia va ser que la crisi monetària i del deute del país també va afectar la zona, ja que Turquia pagava salaris i serveis amb lires turques, el valor del qual va baixar considerablement durant el 2018, perjudicant l'economia local.

### Turisme
Com a resultat de la invasió dirigida per Turquia, el sector turístic d'Afrin que havia sobreviscut a la guerra civil fins aquell moment, es va esfondrar. Després que els combats oberts entre les FDS i les forces pro-turques finalitzessin, Turquia va intentar restablir la regió i reactivar el turisme local.

## Educació
Turquia ha pres un "control total sobre l'educació" a la zona i finança tots els serveis educatius. Milers de professors de la zona són pagats per Turquia i els currículums són ajustats a l'educació turca. El turc s’ensenya com a llengua estrangera des de primera classe i els que assisteixen a escoles a les zones d’ocupació poden assistir posteriorment a universitats de Turquia.

## Reaccions

### Reaccions a Síria
El govern sirià dirigit per Bashar al-Assad ha criticat reiteradament la presència turca al nord de Síria i ha demanat la seva retirada.
Rojava: El consell civil de la regió de Shahba va condemnar l’ocupació de Jarabulus com un intent turc d’expandir-se a Síria, comparant-la amb la batalla de Marj Dabiq.
- El Consell nacional kurd (ENKS) va demanar l'expulsió de les forces turques d'Afrin,[66] tot i que va expressar el seu suport a l'establiment d'un consell local de diversitat ètnica a Afrin.[67]
- El Partit Conservador Democràtic va condemnar l’ocupació, afirmant que Turquia intentava annexionar Afrin.[68]

### Reacció internacional
- Azerbaidjan: Qənirə Paşayeva, membre de l'assamblea nacional, va dir que l'obligació de Turquia era la de protegir els civils al nord de Síria dels grups terroristes i que tenia tot el dret d'autodefensa de les seves fronteres.[69]
- Xipre: El Parlament de Xipre va votar per unianimitat una resolució condemnant la inacceptable invasió de Turquia del nord de síria sota el pretext de la lluita antiterrorista i va demanar a la comunitat internacional que respongués a l'ocupació.[70]
- Iran: El ministre d'assumptes exteriors d'Iran, Bahram Ghasemi, va reclamar la immediata retirada de les tropes turques davant el que suposava una inacceptable violació de la sobirania de Síria.[71]
- França: Macron, primer ministra francés, va reafirmar el suport a les FDS a prevenir un possible resurgiment d'Estat Islàmic a la zona.[72]